# Chengdu
Chengdu (in cinese 成都S, ChéngdūP), situata nel sud-ovest della Cina, è il capoluogo della provincia del Sichuan e città sub-provinciale. Nel 2020 era il quarto centro più popoloso del Paese con i suoi oltre 20 milioni di residenti ed è uno dei più importanti centri economici in quanto punto nevralgico nei trasporti e nelle comunicazioni del Paese.

## Storia
Più di quattromila anni fa la preistorica cultura dell'Età del bronzo di Jinsha (in cinese 金沙; pinyin: Jīnshā) si affermò in questa regione. La fertile Piana di Chengdu, su cui Chengdu si trova, si chiama Tianfu zi guo (in cinese semplificato 天府之国; pinyin: Tiānfŭ zhī guó), che significa la "zona paradisiaca". Poco fuori dalla città si estende il Chengdu Panda Base, importante riserva naturale e centro di ricerche sul panda gigante. L'UNESCO ha dichiarato Chengdu città della gastronomia nel 2011, grazie alla sua cucina sofisticata.
Marco Polo ne Il Milione così la descrive:
Questa città è bagnata da più fiumi d’acqua dolce, ricchi di pesce, fiumi che scendono dai monti lontani e circondano la città tutt’intorno e in alcuni punti l’attraversano. Sono di larghezza diversa – qui mezzo miglio, là duecento passi oppure centocinquanta – e molto profondi. All’uscita della città confluiscono in un fiume solo amplissimo chiamato Chiansui che va a gettarsi nel Mare Oceano distante dalle ottanta alle cento giornate. Il fiume è grande e navigabile ed è affollato da una moltitudine di navi, di un numero tale che sembra incredibile a chi non lo ha visto con i propri occhi. E non meno incredibile è la quantità di merci che i mercanti trasportano in su e in giù per questo fiume. Non sembra un fiume ma un mare tanto è ampio. E adesso vi dirò di un grande ponte che scavalca il fiume dentro la città
È un ponte tutto di pietra largo otto passi e lungo duemila che è la larghezza del fiume stesso. Porta ai due lati per tutta la loro lunghezza colonne di marmo che sostengono il tetto del ponte: e il ponte è coperto da un tetto di legno tutto istoriato e dipinto riccamente. Ci sono su questo ponte da una parte e dall’altra molti casottini di legno dove si vendono mercanzie e prodotti vari, ma non sono stabili: si montano la mattina e si tolgono la sera. E qui si fa il commercio per il Gran Signore e vi sono quelli che riscuotono la sua rendita cioè il diritto che egli ha sulle mercanzie che si vendono sul ponte. E sappiate che il diritto del ponte si può calcolare in un valore intorno ai mille bisanti d’oro per giorno.»
(Marco Polo, Il Milione, cap. 115. Traduzione italiana di Maria Bellonci)

## Infrastrutture e trasporti
La città è servita dalla metropolitana, dalla rete tranviaria e da 2 aeroporti internazionali: Chengdu-Shuangliu e Chengdu-Tianfu.

## Società

### Evoluzione demografica
Durante l'intera storia della Cina Chengdu è sempre stata una città molto popolosa. Nel 2010 ha raggiunto i 14 047 625 residenti e nel 2020 i 20 937 757 residenti.

## Amministrazione

### Gemellaggi
- Linz, dal 1983[3]
- Montpellier, dal 1981
- Volgograd, dal 1994[4]
- Palermo, dal 1999

## Galleria d'immagini

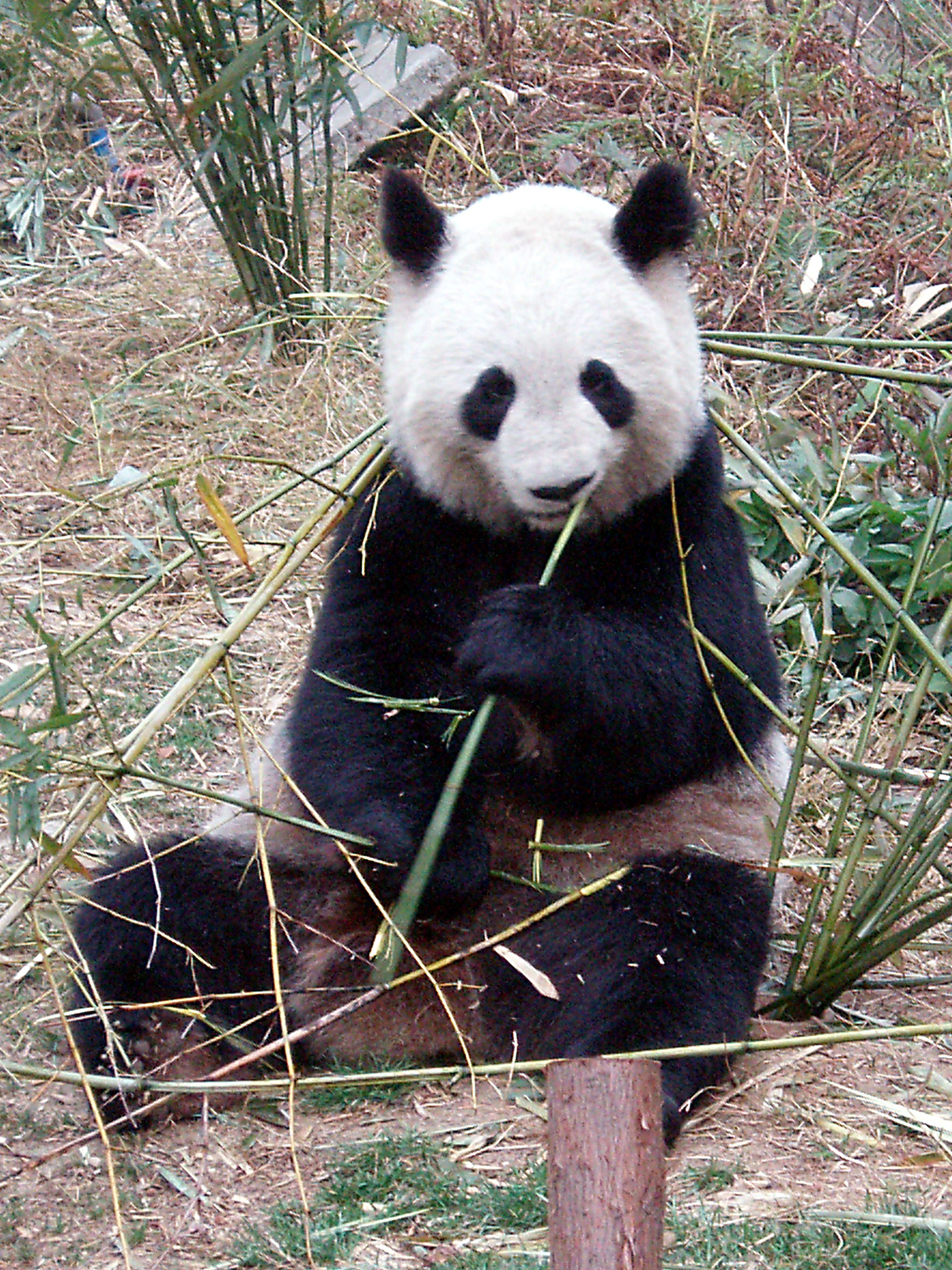
Panda nel Centro di ricerca del Panda Gigante di Chengdu
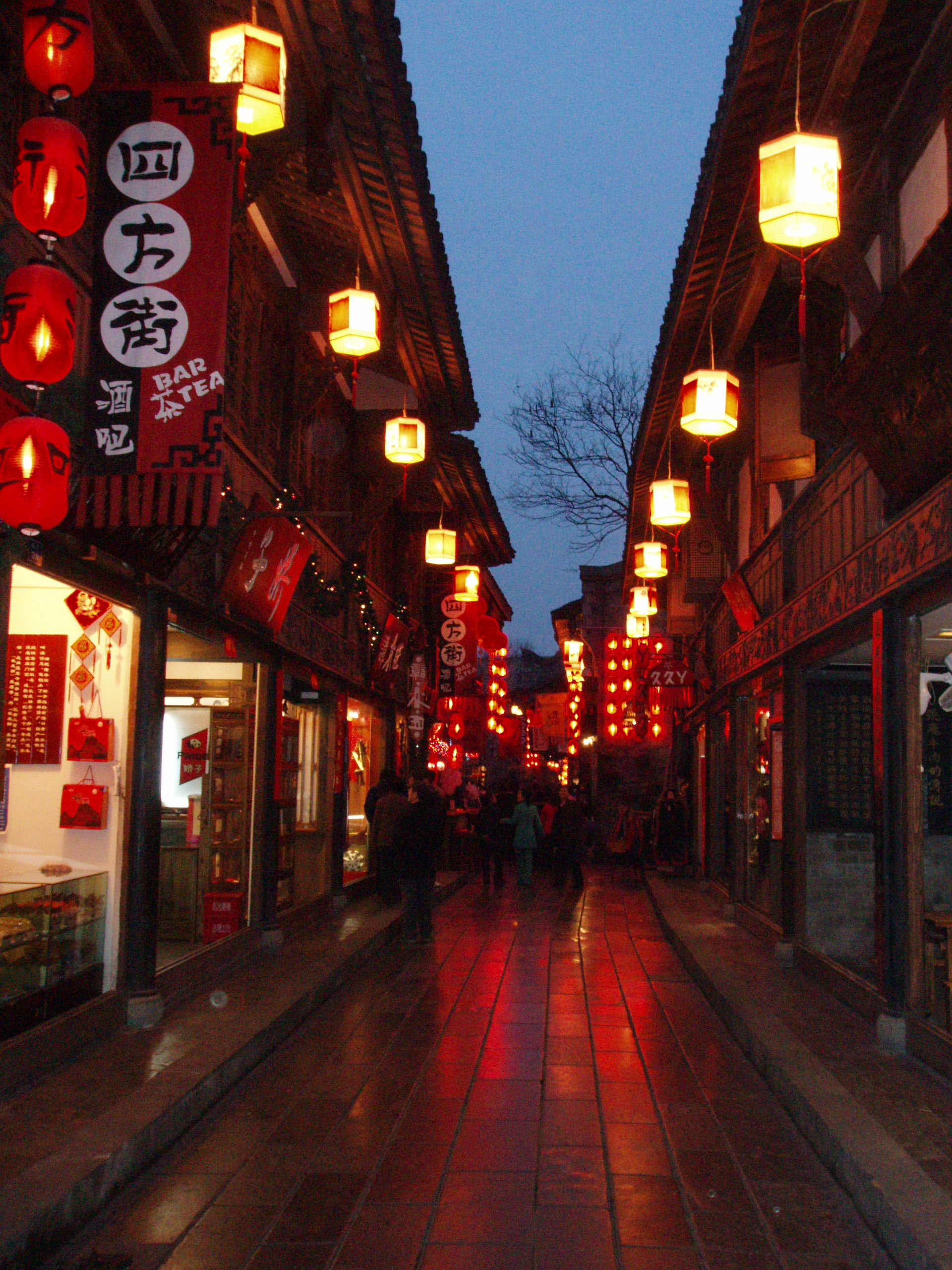
La via commerciale Jinli di sera
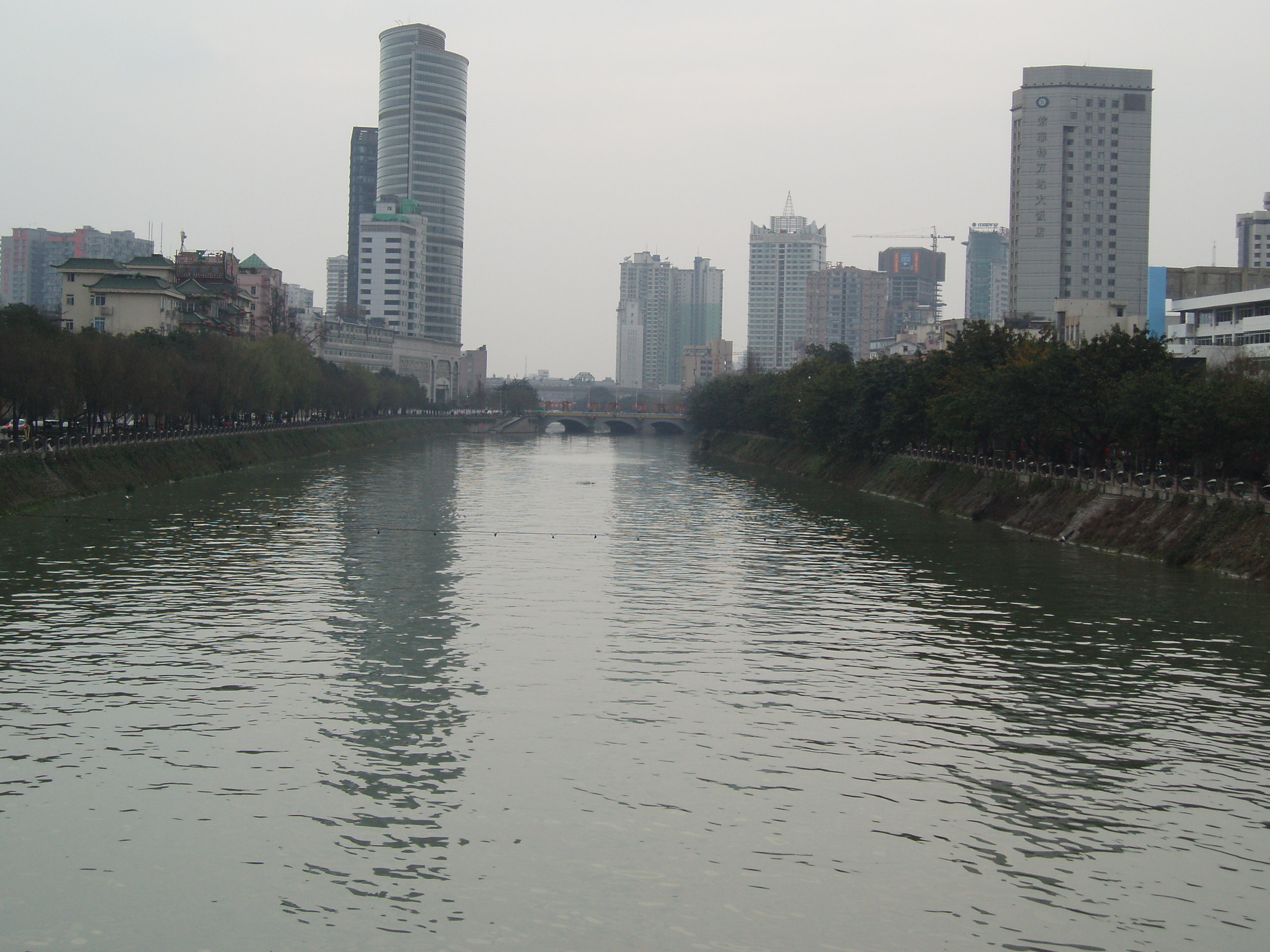
Il Fiume Jin
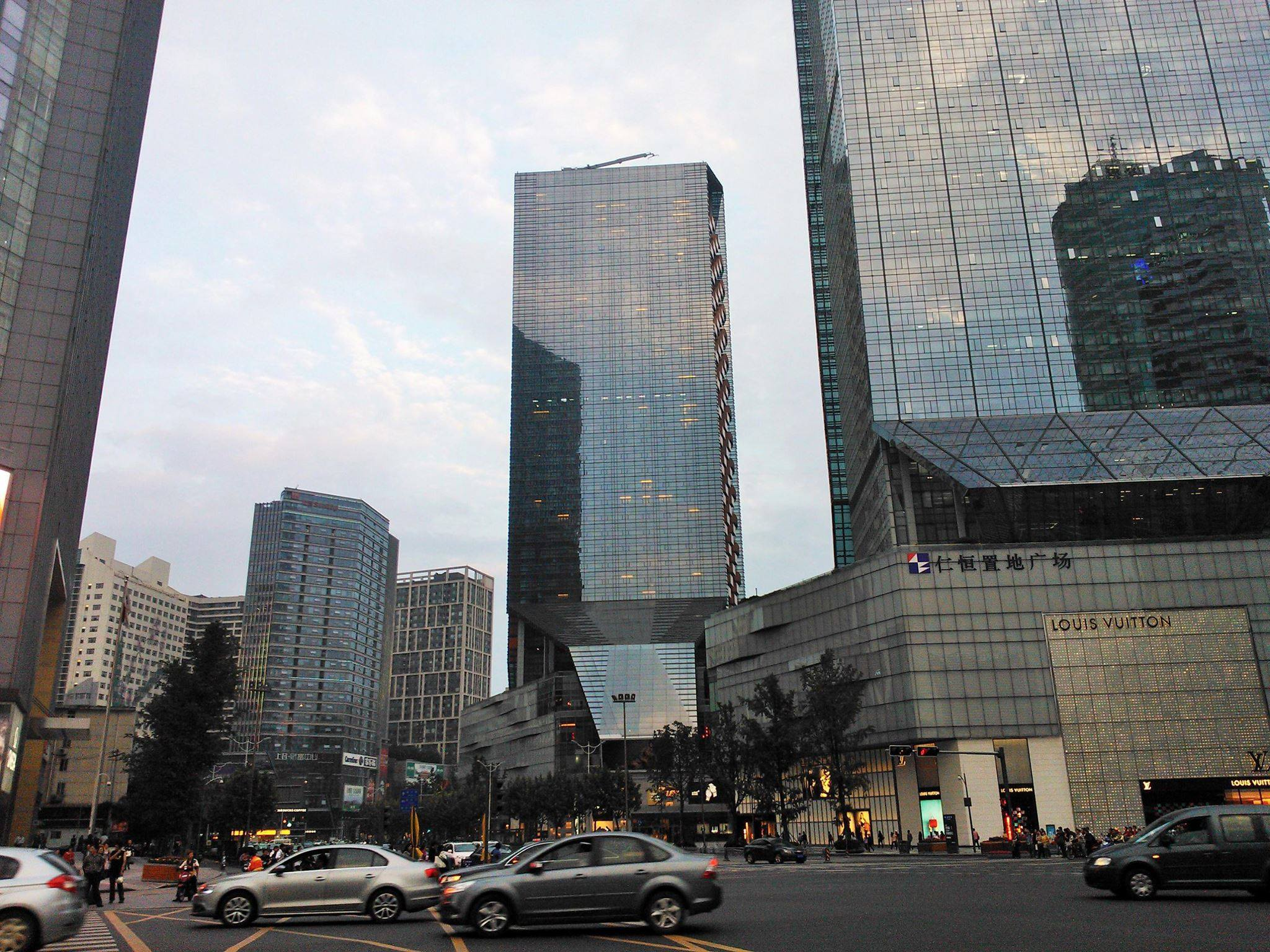
Hongzhaobi, South Renmin Road, Chengdu
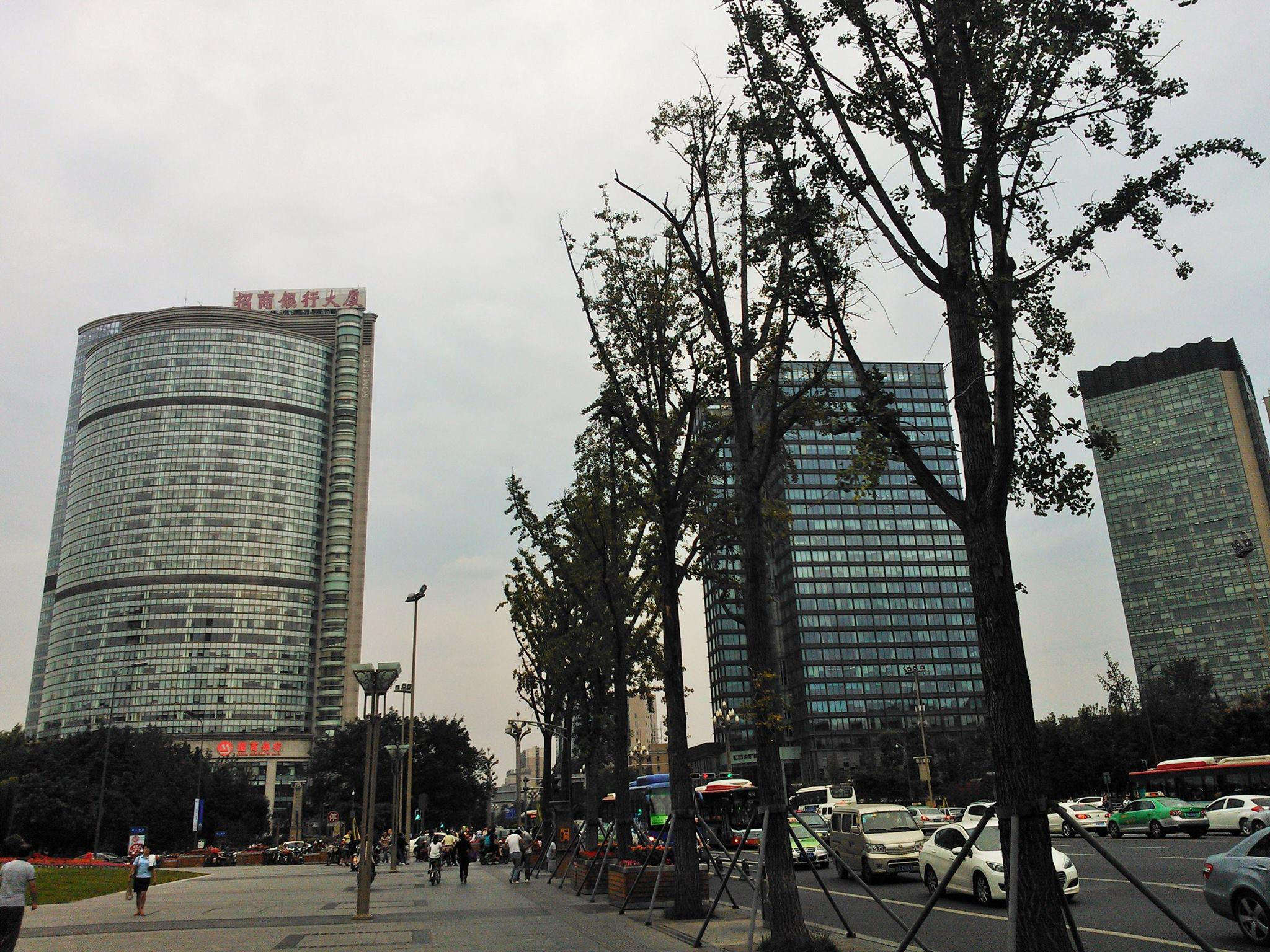
South Renmin Road
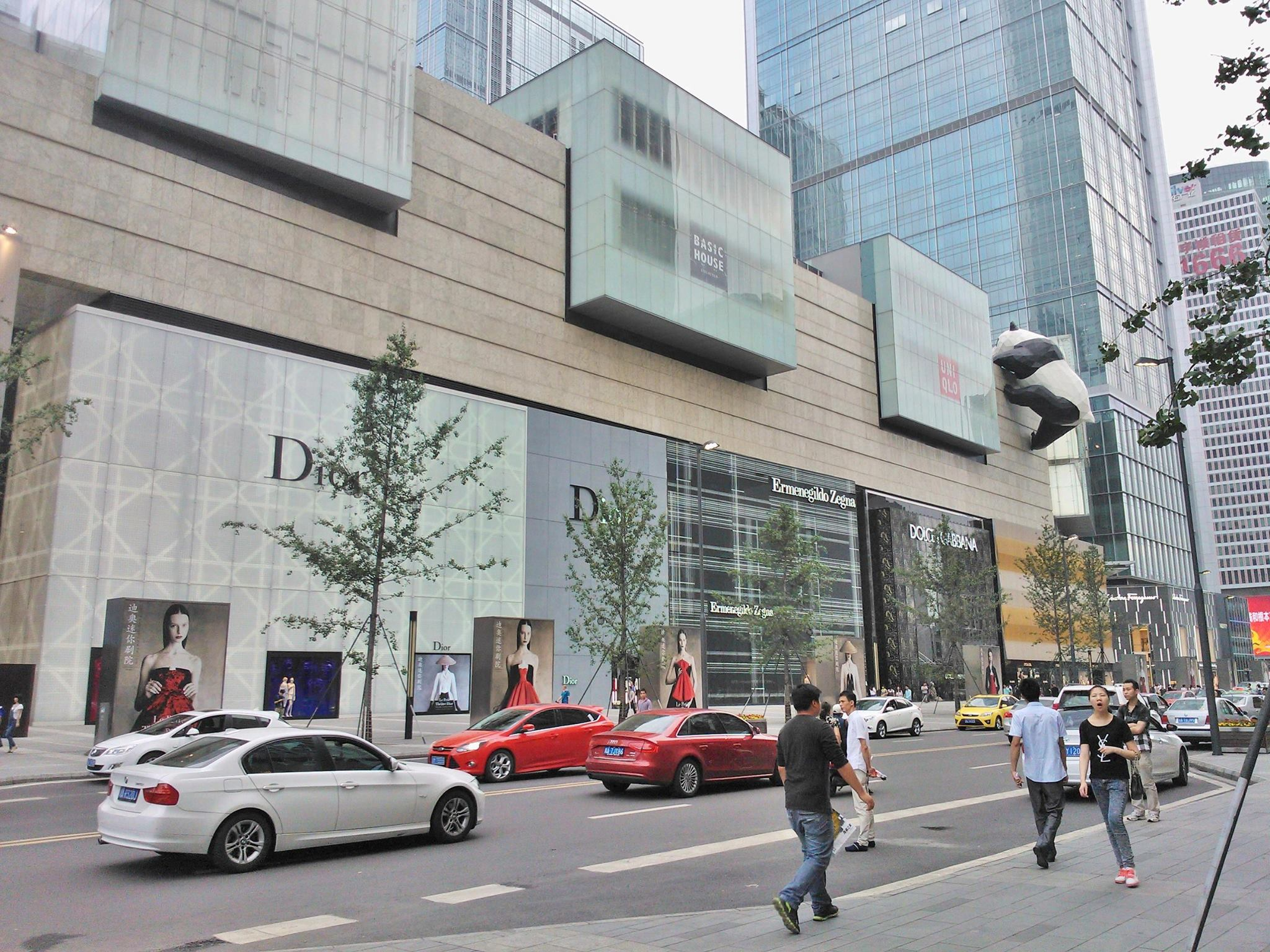
Hongxing Road
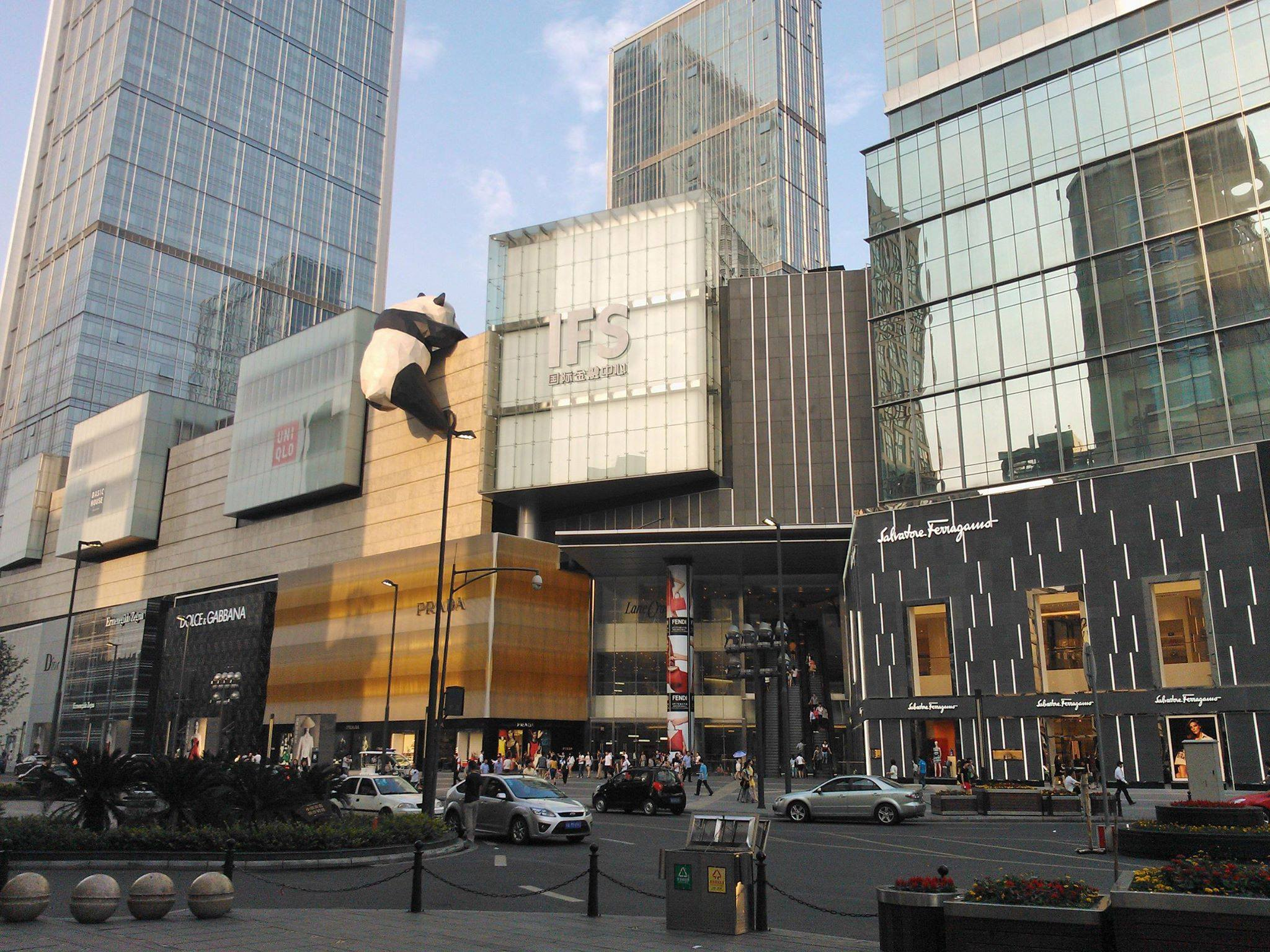
IFS
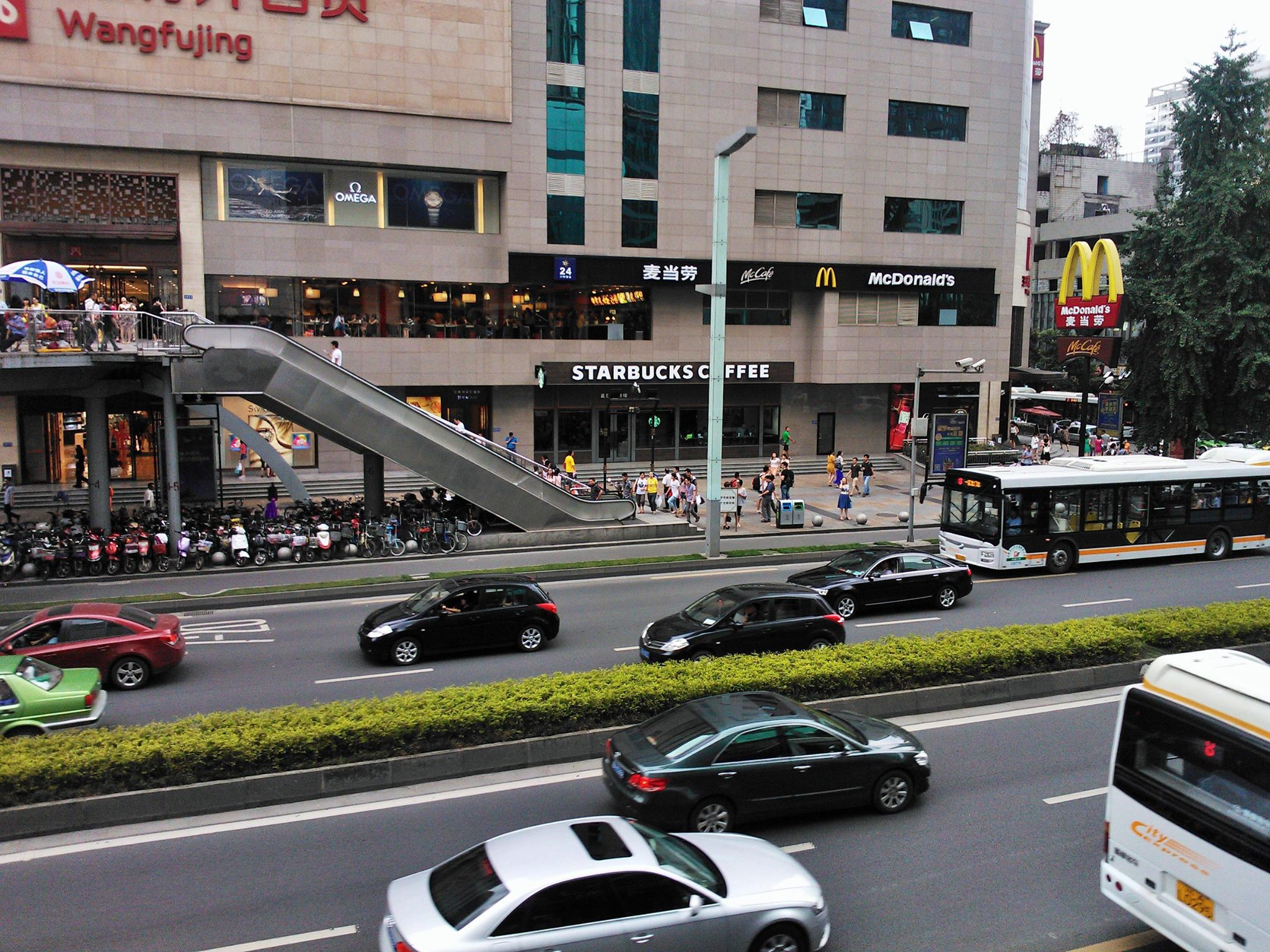
Zongfu Road, Shudu Ave.
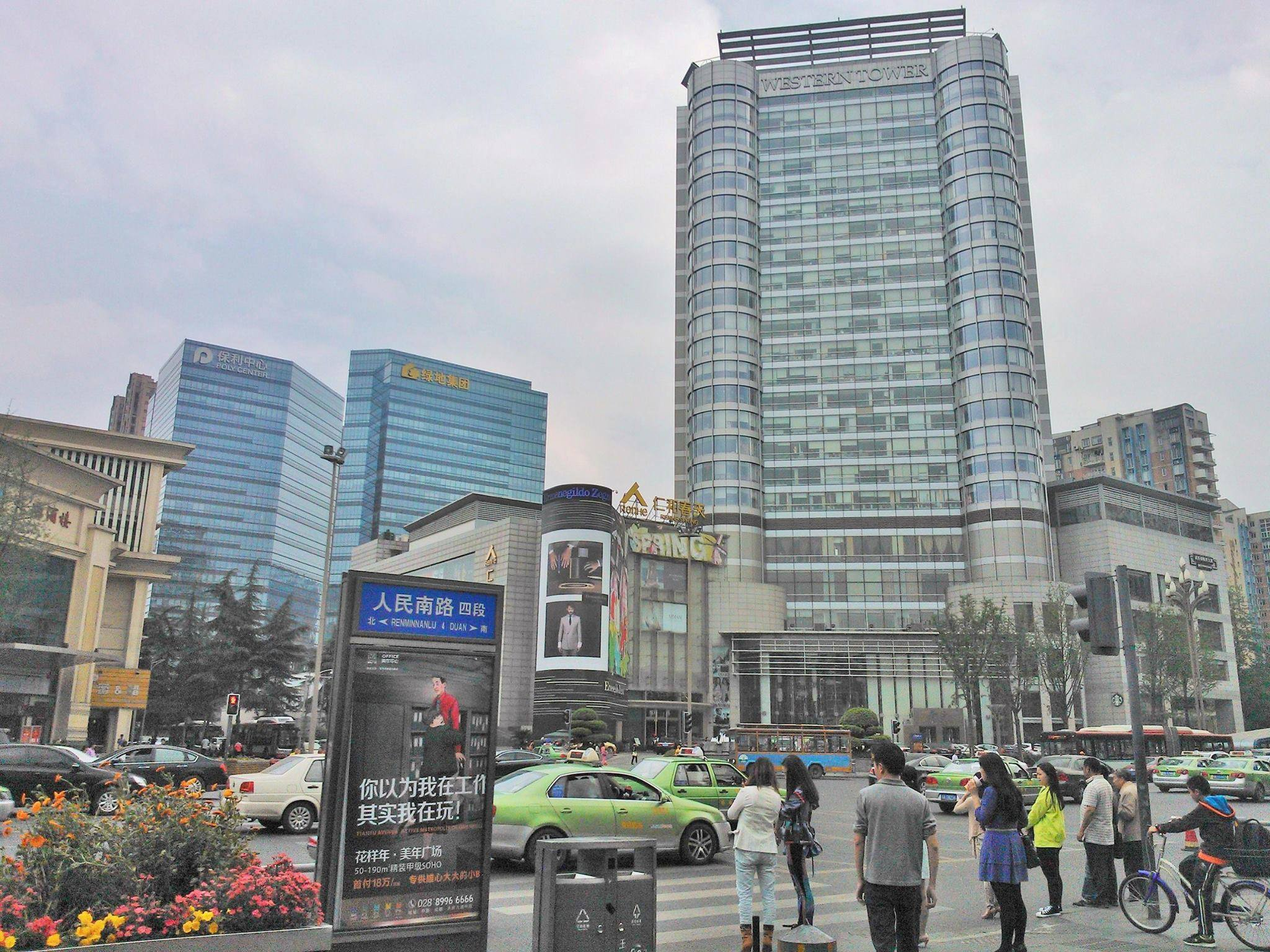
Nijia Qiao, South Renmin Road
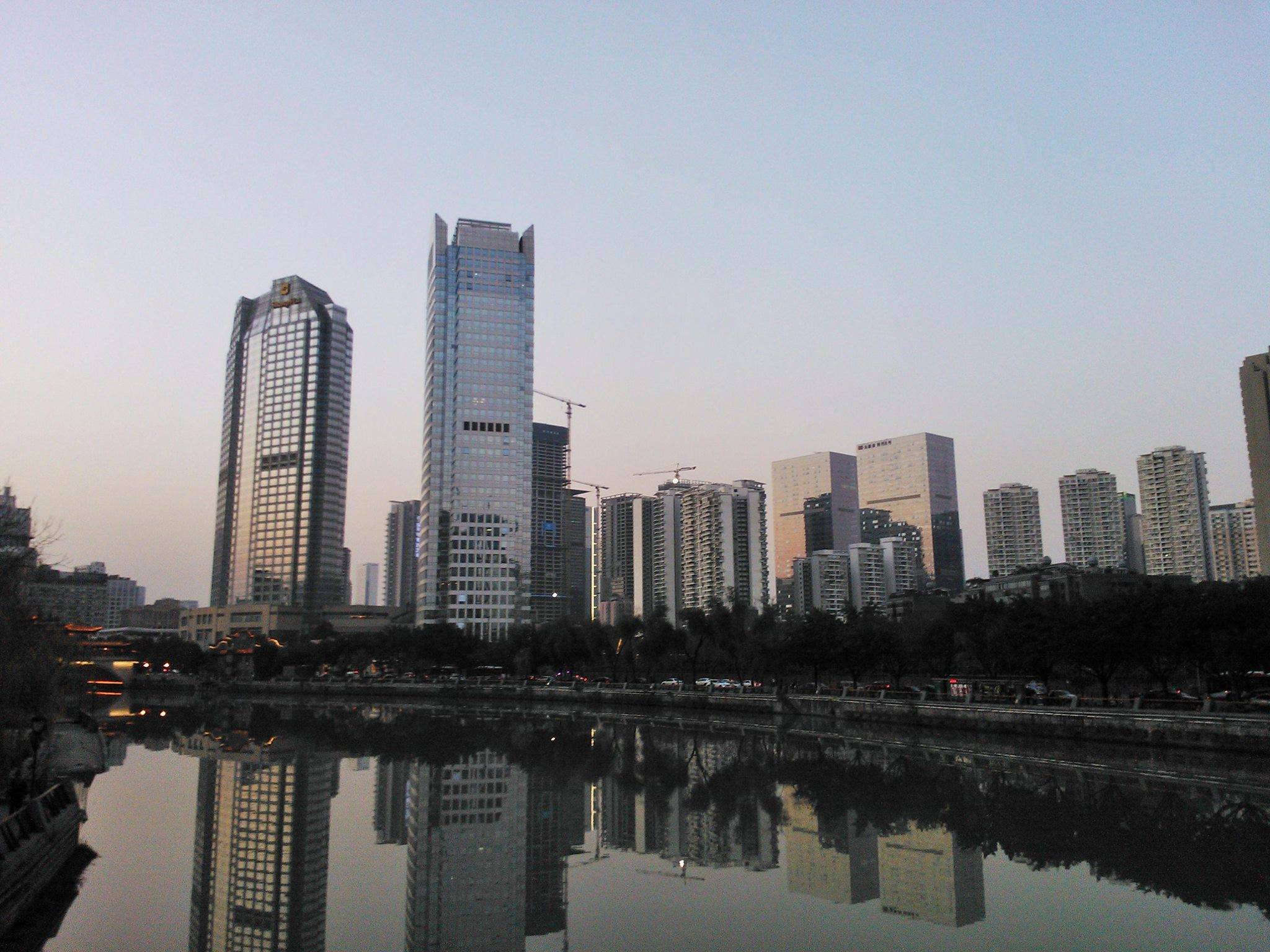
Jin River, Shangri-la Hotel
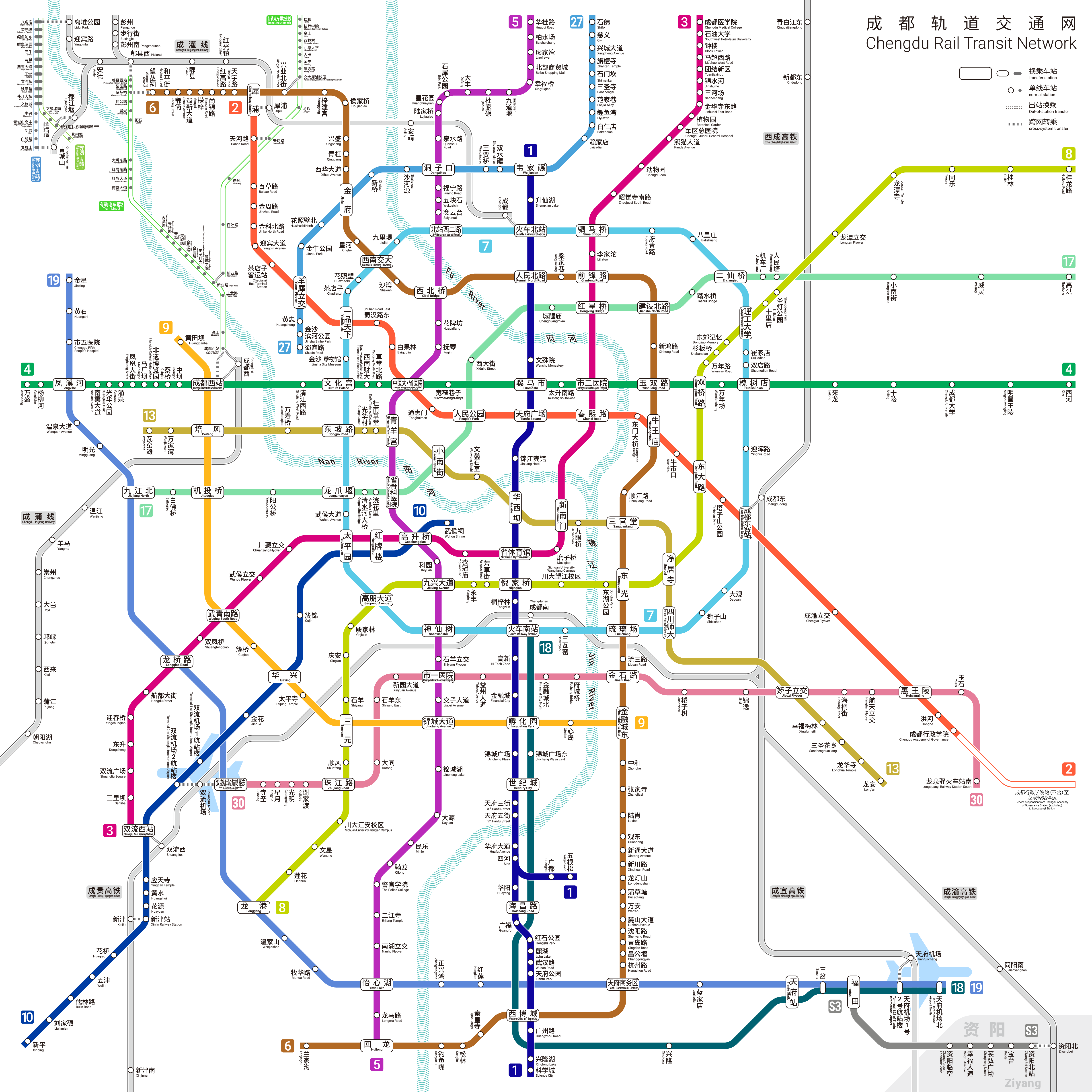
Rete di transito ferroviario di Chengdu